# Aeroportul Fletcher Field
Aeroportul Fletcher Field (IATA: CKM, ICAO: KCKM, FAA LID: CKM) este un aeroport din Mississippi, Statele Unite ale Americii ce deservește zona Clarksdale⁠(d). Aeroportul a fost tranzitat în 2017 de 2 pasageri.
Situat la o altitudine de 53 m, aeroportul dispune de 1 pistă.

## Infrastructură

### Piste
Aeroportul dispune de o singură pistă. Pista 18/36 are suprafața de asfalt și dimensiunile 5.404 picioare × 100 picioare. 